# Citroën 2CV
Citroën 2CV (фр. deux chevaux vapeur — две лошадиные силы, букв. две паровые лошади; прозвище фр. Deux chevaux, рус. Дё-шево — две лошади, две «лошадки») — микролитражный автомобиль концерна Citroën, выпускавшийся с 1949 по 1990 год. Индекс в названии обозначает условную мощность двигателя (фр. CV, chevaux vapeur), рассчитываемую по его объёму, облагавшуюся налогом на автомобили в тогдашней Франции, в то время как реальная мощность исходного варианта — 9 л. с.
В конструкции реализованы многие оригинальные и прогрессивные технические решения, например, передний привод, что необычно для машин 30-х годов разработки (в данном случае для удешевления сборки и улучшения компоновки, а не для лучшей управляемости). 2CV проектировался как сверхдоступный по цене, простой в обслуживании и ремонте, утилитарный автомобиль, годный для неблагоустроенных дорог и небольших грузов — он должен был заменить французскому фермеру лошадь и телегу, горожанину — велосипед и извозчика. Машина получила легкообслуживаемый двигатель, регулируемую пружинную подвеску на продольных рычагах, относительно большой клиренс. Съёмная матерчатая крыша позволяла перевозить крупногабаритный груз.
Во Франции этот автомобиль «посадил за руль» нацию, как Форд Т в США или Фольксваген «Жук» в Германии. В то же время нарочито упрощённая и удешевлённая машина несла печать непрестижности, подобно мотоколяскам послевоенной Европы или советскому «Запорожцу».
Ситроен 2CV — один из знаменитых автомобилей 30—40-х годов разработки, которые, не теряя популярности и конкурентоспособности, продержались на конвейере многие десятилетия. В их числе — американский Jeep, английские Land Rover и Austin Mini, немецкий Volkswagen Käfer и итальянский Fiat 500. Серийное производство 2CV продолжалось 42 года с минимальными конструктивными изменениями. В период с 1948 по 1990 годы в разных странах было выпущено:
- 3 868 634 собственно 2CV[2],
- 1 246 306 небольших грузовичков на его базе,
- несколько миллионов более поздних модификаций (Dyane, Méhari и др.)

Общий выпуск составил, таким образом, 8 756 688 штук. В 1988 году основное производство оригинального 2CV было перенесено из Франции в Португалию.

## История
В декабре 1934 года из-за разработки «Траксьон Аван», несмотря на поддержку со стороны концерна Мишлен, компания «Ситроен» оказалась на грани банкротства. Новый вице-президент и главный конструктор Пьер Буланже переориентировал компанию на снижение расходов и завоевание массового рынка. Как часть этой новой политики в 1936 году был запущен проект TPV (фр. Très Petite Voiture — особо малый автомобиль), основанный на маркетинговых рекомендациях, подготовленных Жаком Дюкло. Для того времени задание было необычным: в Европе, предпочитавшей до сих пор дорогие и основательные автомобили, предполагалось запустить в производство «зонтик на колёсах», чрезвычайно дешёвый и неприхотливый, с помощью которого крестьяне, которые в большинстве своём ещё не приняли автомобиля из-за высокой цены и эксплуатационных расходов, могли бы возить свой товар с фермы на рынок по неухоженным сельским дорогам. Как говорили — «проехать по вспаханному полю и не побить яйца в корзинах». Также шутили, что «долговязый мсье Буланже специально задумал брезентовый верх, чтобы ездить в 2CV, не снимая любимого цилиндра».
Проектом предусматривалась грузоподъёмность 100 кг с водителем и пассажиром, скорость 60 км/ч и экономичность — 3 л на 100 км пути.
Ответственным за проект был назначен Анри Лефевр. К 1939 году TPV был готов, и успели построить несколько прототипов. В их конструкции использованы магниевые и алюминиевые сплавы, двигатели имели водяное охлаждение. Сиденья были подвешены к крыше наподобие гамаков.

### Вторая мировая война
С началом Второй мировой войны и немецкого вторжения во Францию руководство Citroën приняло решение спрятать документацию и прототипы 2CV, опасаясь, что нацисты используют новую машину в военных целях. Несколько изготовленных TPV были укрыты в надёжном месте, один замаскирован под развозной пикап, остальные — уничтожены. Считалось, что сохранилось только два довоенных прототипа, однако в 1994 году в старом сарае было найдено ещё три, итого, по информации на 2003 год, известно пять TPV. Некоторое время после войны считалось также, что не сохранилось вообще ни одного TPV, но в 50-е годы вышло внутризаводское распоряжение, предписывающее «сдать имеющиеся TPV в металлолом». Уцелевшие TPV фактически были спрятаны рабочими-энтузиастами уже от руководства собственной фирмы.

### После войны: начало серийного выпуска

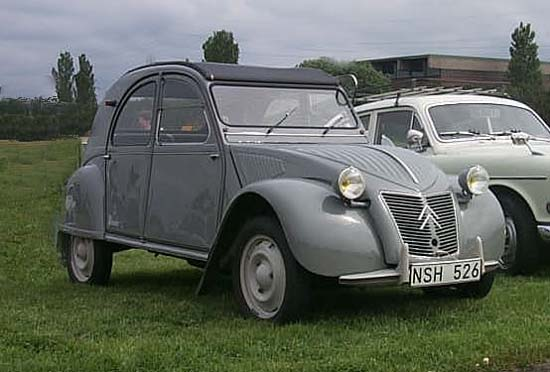
Как выглядит машина 1940-1960г

Послевоенные расчёты Citroën показали, что производство исходной модели уже не может быть рентабельным из-за растущих цен на алюминий. Потребовалось заменить большинство алюминиевых деталей стальными. Проект был серьёзно переработан — машина получила, в частности, двигатель воздушного охлаждения, нормальные сиденья и новый кузов, выполненный Фламинио Бертони — автором также известных Citroën Traction Avant и, впоследствии, DS (не путать с кузовным ателье Бертоне). Работы затянулись на три года — в газетах TPV прозвали «Toujours Pas Vue» («Пока не виден»).
Новый Citroën появился на Парижском автосалоне 1948 года. Представленная машина была в целом идентична «2CV типа A», который появился на следующий год, отсутствовал лишь электростартер, решение о необходимости которого было принято за день до открытия салона.

## Модификации

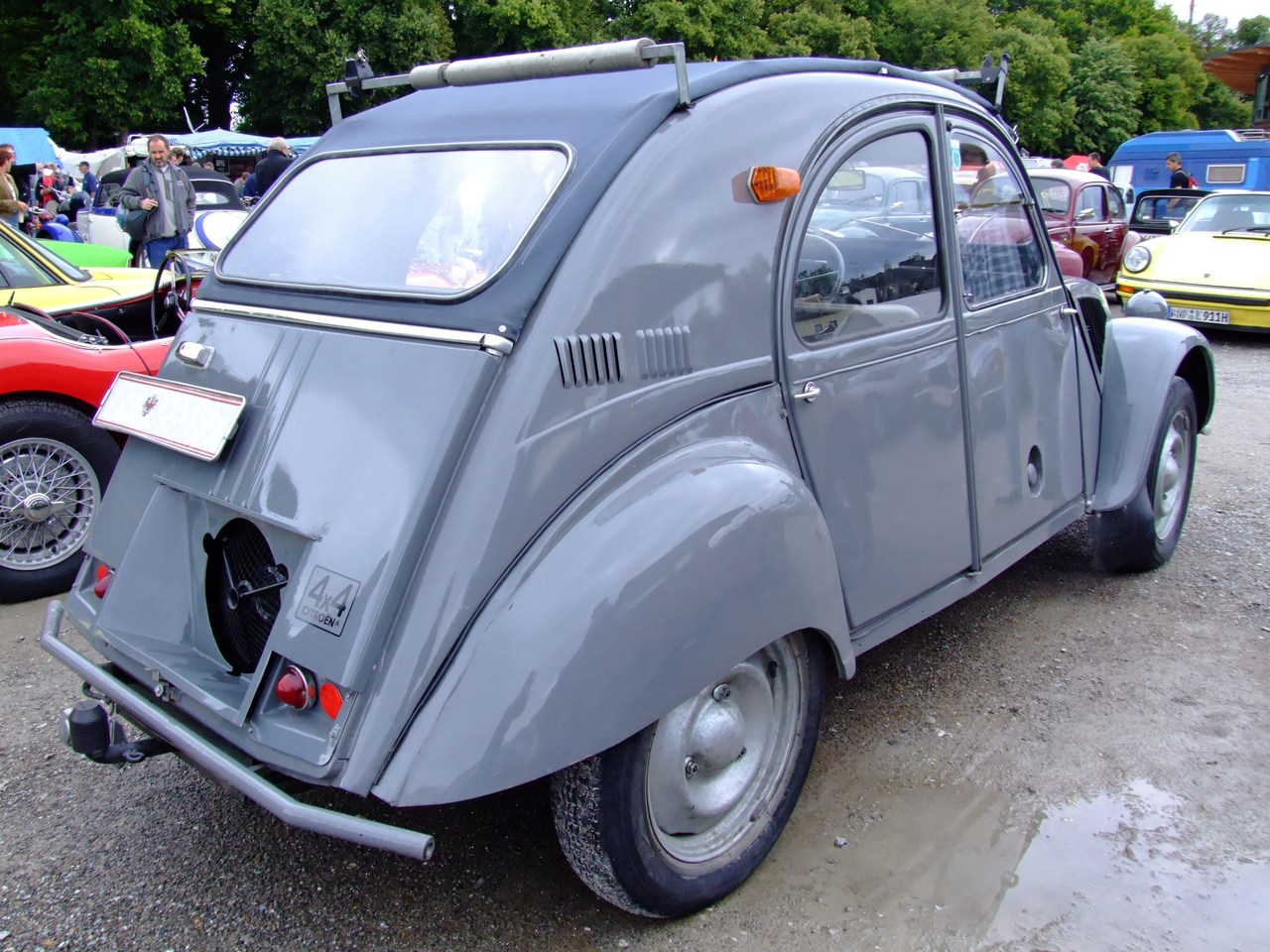
2CV Citroën Sahara, вид сзади

В 1951 году появился 2CV Camionette — небольшой развозной фургон. Один из его вариантов имел съёмный задний диван и окна в стенках фургона — таким образом, развозная машина могла быть превращена в семейный автомобиль «для уикенда». Подобную компоновку повторили в 90-х Citroën Berlingo и Renault Kangoo. Существовал и пикап на базе этой машины, и он даже состоял на вооружении Британского Королевского Флота, будучи по причине малого веса и компактности единственно пригодным для транспортировки на только появившихся тогда вертолётах.
С 1960 по 1971 год выпускался Citroën Sahara — полноприводный «тянитолкай» на базе 2CV, которому был добавлен второй двигатель, приводивший в движение задний мост. Предполагалось продавать эту машину армии, полиции и французским нефтяным компаниям. Всего было произведено 694 этих необычных автомобиля.
В 1960 году облик 2CV был несколько обновлён — в частности, капот вместо мелкого «гофрэ» получил шесть крупных фигурных выштамповок, — и оставался таким до самого окончания производства. 60-е были годами расцвета 2CV, и предложение наконец догнало растущий спрос.

### Dyane и Méhari

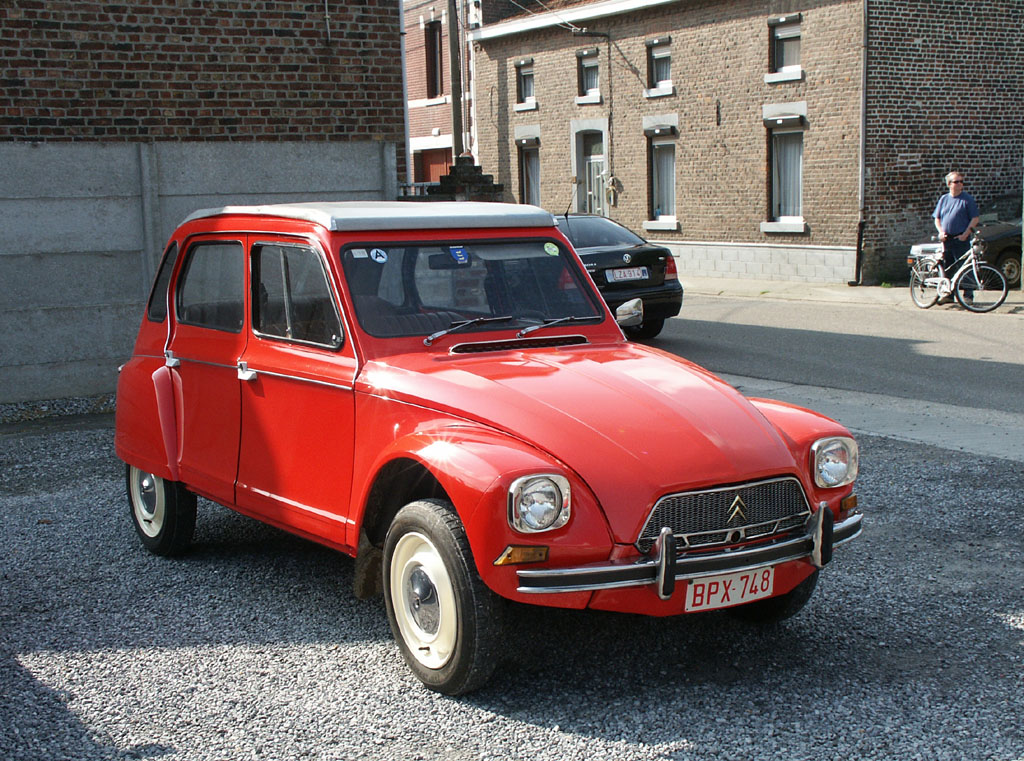
Citroën Dyane 6

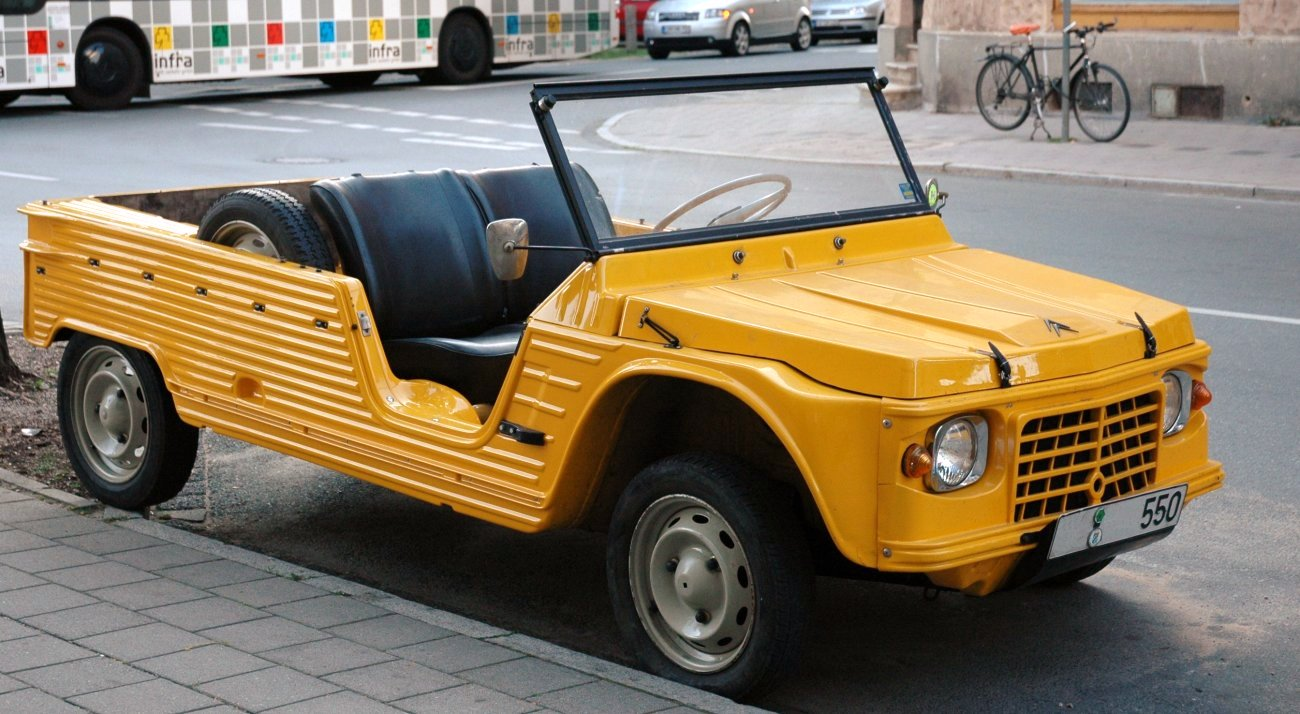
Citroën Mehari

В 1967 году Citroën выпустил новую модель на шасси 2CV — Dyane. Это был прямой ответ конкуренту — Renault 4. Конструкция последней заимствовала столько идей у 2CV и Traction Avant, что Citroën подал в суд на Renault, как только «модель 4» увидела свет (Подобная тяжба случилась несколькими годами раньше между Tatra и VW по поводу использования чешских наработок для «Жука»). Тогда же был выпущен и Citroën Méhari — пластиковая «лоханка» с лёгким тентом, «пляжный» автомобиль, считавшийся «внедорожником» в основном потому, что его было не жалко разбивать на плохих дорогах, бросить открытым на раскисшем просёлке, а в случае чего — вынести из грязи на руках. Тем не менее, Méhari имел полноприводную версию (1980—1983) и даже использовался в войсках — например, в Ирландии. Всего было выпущено 144 тыс. Méhari.

### Позднейшие модификации
В 1970 году 2CV получил обновлённый 602-кубовый двигатель, прямоугольные фары, задние фонари от Citroën Ami и боковые окошки в задних стойках. С этого времени все двигатели предназначены для работы на неэтилированном бензине.
Наибольшее производство 2CV достигнуто в 1974 году. Спрос на маленькую экономичную машину подхлестнул разразившийся нефтяной кризис. Впоследствии 2CV был уже более игрушкой для молодёжи, чем реальным, функциональным транспортным средством. «Ситроен» пытался поддержать популярность машины, организуя тысячекилометровые ралли на выносливость — Citroën Raid. Участвовать в них мог любой — достаточно купить новый 2CV, снабжённый специальным усиливающим «обвесом», помогающим выдержать длительный пробег по разбитым дорогам и бездорожью. Самыми известными стали ралли Париж—Персеполис—Париж протяжённостью 13 500 км, на которые собиралось порядка пятисот 2CV. Также в Европе были популярны кольцевые гонки по бездорожью 2CV Cross.
В 1981 году на ярко-жёлтом 2CV прокатился Джеймс Бонд в фильме «Только для ваших глаз». В частности, в замысловатой погоне по оливковой роще Бонд уходил от преследовавшей его Peugeot 504, используя уникальные возможности «слегка усовершенствованного» 2CV. На машине в фильме был установлен вдвое более мощный четырёхцилиндровый мотор от Citroën GS. В честь этого Citroën выпустил модификацию «007» — с обычным мотором, отличавшуюся от серийной только ярко-жёлтым цветом, надписями «007» на передних дверях и наклейками, изображавшими дырки от пуль. Была популярна также игрушечная машина от Corgi Toys по мотивам этого «спецвыпуска».
Существовали и другие «сувенирные» выпуски 2CV, посвящённые различным рекламным акциям, спортивным соревнованиям и т. п. «Чарльстон» и «Долли» были доступны как серийные модели с 1981 и 1985 гг. соответственно. Основные отличия всех их от базового Special состояли в деталях интерьера и схемах окраски, искусно подчёркивавших несомненный анахронизм общего стиля. Часть элементов салона использовалась от модификации Club, выпускавшейся в 70-х. Citroën, возможно, надеялся заполучить потенциальных клиентов Volkswagen — любителей «альтернативного ретро», поскольку «Жук» исчез с европейского рынка ещё в 1978-м и был доступен только по спецзаказу из Мексики, где производство VW сохранялось и в 80-е годы.

## Конструкция
2CV 1948 года был технологически достаточно совершенен для машины любой ценовой категории, не только как чуть ли не самый дешёвый автомобиль на Земле. Хотя окраска и внешние детали за 42 года серийного выпуска менялись неоднократно, единственным действительно крупным изменением стала установка дисковых тормозов взамен барабанных на передние колёса в 1981 году (от снятой с производства Dyane).
Модель 1948 года отличали:
- оригинальная независимая подвеска на продольных рычагах, в которой горизонтальные пружины переднего и заднего колёс одного борта упирались друг в друга через общую стойку;
- инерционные амортизаторы
- полузакрытые задние крылья, которые, однако, в силу конструкции подвески не мешали смене колеса;
- передний привод
- передние тормоза на картере коробки, до полуосей, что уменьшало неподрессоренную массу и делало ход более плавным;
- гидравлический привод всех тормозов (на Austin Mini тех лет, например, задние тормоза были механическими);
- маленький и лёгкий оппозитный двигатель воздушного охлаждения (верхнеклапанный, хотя в то время нижнеклапанный ещё был обычным явлением), установленный перед передней осью, что улучшало развесовку переднеприводной машины и понижало центр тяжести;
- четырёхскоростная коробка передач (для того времени обычны трёхскоростные), с оригинальным поворотно-вытяжным переключателем на приборной панели;
- съёмные передние и задние крылья на винтах;
- легкосъемные двери, капот, впоследствии — и багажник, на специальных петлях;
- передние двери, открывающиеся назад по ходу (как у многих довоенных машин)
- откидные (вверх) форточки, потому что подъёмные стёкла считались слишком дорогими;
- съёмная матерчатая крыша, которая вкупе со съёмной крышкой багажника позволяла получить из пассажирского автомобиля практически пикап;
- реечный рулевой механизм, встроенный в балку передней подвески, расположенную за передними колёсами, который достаточно безопасен при лобовом столкновении;
- головные фары, регулируемые по загрузке;
- отопитель.

Кузов состоял из Н-образного подрамника и трубчатого пространственного каркаса, обшитого тонкими стальными панелями. Поскольку машина проектировалась низкоскоростной, аэродинамике не уделили практически никакого внимания. Поэтому Cx получился на редкость высоким — 0,51.
Подвеска 2CV была до смешного мягкой — грузный пассажир мог опасно накренить машину; по «кивку», правда, она была чуть более устойчивой. Подвеска на одиночных продольных качающихся рычагах со взаимонагружающими пружинами, разработанная Альфонсом Форсо, в совокупности с «трансмиссионными» передними тормозами обеспечивала меньшие неподрессоренные массы, чем существовавшие на то время другие пружинные и рессорные подвески.
|  |  |  |  |                        |  |  |  |  |  |                                                              |
|  |  |  |  | Hoffmann 2CV cabriolet |  |  |  |  |  | Camionette (с гофрированным капотом первоначального образца) |